# Tribonanthes brachypetala
Tribonanthes brachypetala là một loài thực vật có hoa trong họ Huyết bì thảo. Loài này được Lindl. miêu tả khoa học đầu tiên năm 1839.